# Llei de Graham

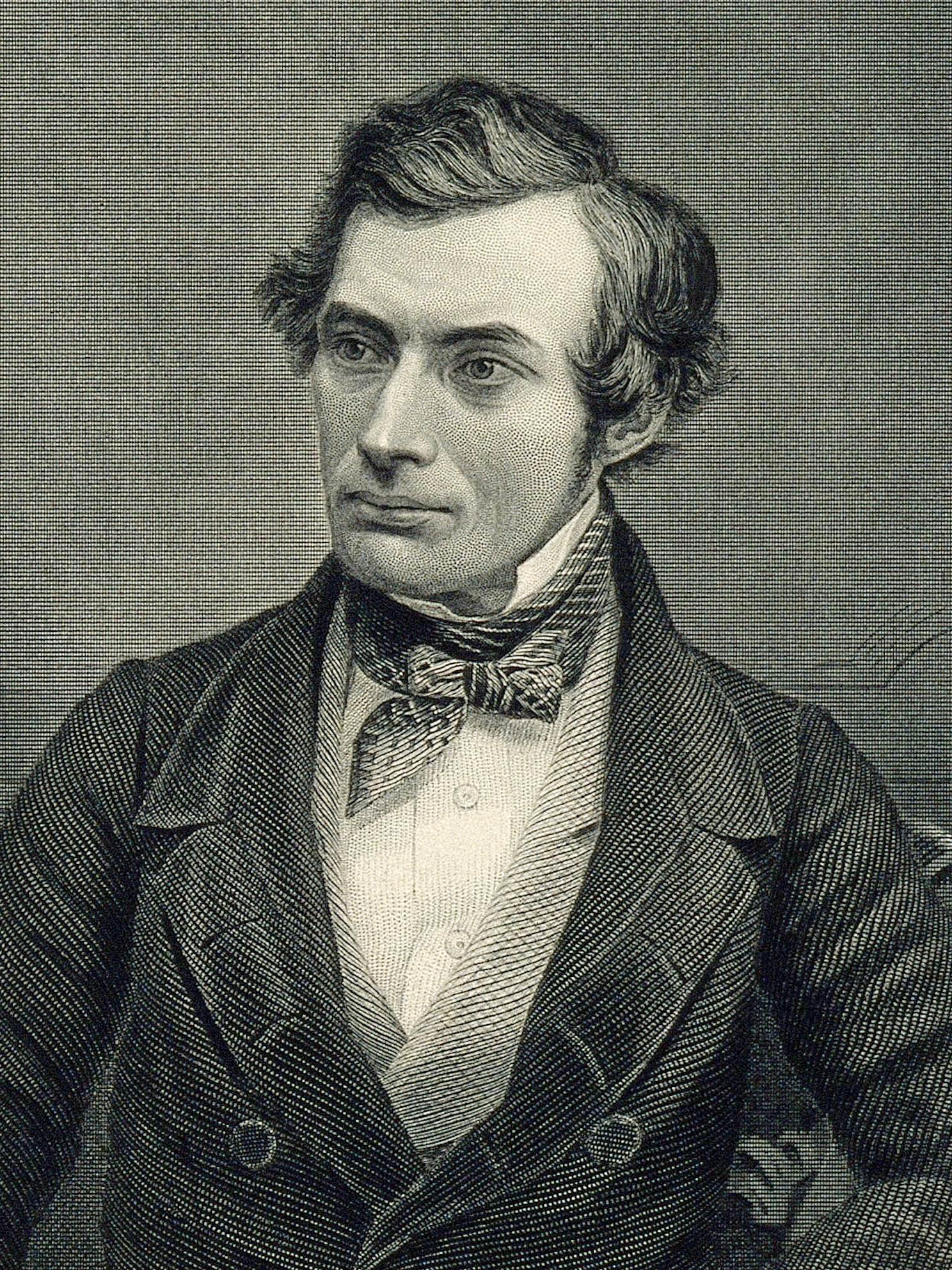
Thomas Graham

La llei de Graham també coneguda com a llei de l'efusió fou descoberta pel químic escocès Thomas Graham (1805-1869) l'any 1829 a partir dels resultats dels seus experiments, i diu que:
Les velocitats d'efusió dels gasos són inversament proporcionals a les arrels quadrades de les respectives densitats.
Matemàticament s'expressa com:
{\displaystyle {{\mbox{v}}_{1} \over {\mbox{v}}_{2}}={\sqrt {\rho _{2} \over \rho _{1}}}}
on:
- {\displaystyle v_{1}} és la velocitat d'efusió del gas 1.
- {\displaystyle v_{2}} és la velocitat d'efusió del gas 2.
- {\displaystyle \rho _{1}} és la densitat del gas 1.
- {\displaystyle {\ce {\rho_2}}} és la densitat del gas 2.

La densitat dels gasos es pot posar en funció de la massa molar de cada gas, {\displaystyle M_{1}} i {\displaystyle M_{2}}, emprant l'equació dels gasos ideals. La nova equació és:
{\displaystyle {{\mbox{v}}_{1} \over {\mbox{v}}_{2}}={\sqrt {M_{2} \over M_{1}}}}